# コチャニ・オルケスタル
コチャニ・オルケスタル（Kočani orkestar、マケドニア語：Кочани оркестар）  は、マケドニアのコチャニ出身の、ロマ音楽のブラスバンドである。日本語の別表記は「コチャニ・オーケスター」。Kocani orkestar 、Kocani Orchestra 、Kochani orkestar 、Kochani Orchestra  などとも表記される。2000年までナート・ヴェリオフ（Naat Veliov）がリーダーだった。
コチャニ・オルケスタルは、かつてのユーゴスラビア全域に見られた、バルカン・ブラス・バンドの様式を持つグループの中でも、非常にファンキーなバンドのひとつである。また、往年のトルコ軍のバンドが演奏していた音楽を直接受け継いでいる。彼らは、マケドニアの都市コチャニ出身である。彼らの音楽は、バルカン半島の各地に伝わるジプシーの旋律とトルコのリズムを基本としつつ、ラテンの要素も取り入れている。
彼らの曲「Siki, siki baba」は、カザフスタンの音楽とは何の関係もなかったが、映画「ボラット 栄光ナル国家カザフスタンのためのアメリカ文化学習」のサウンドトラックで使われた。ナート・ヴェリオフは、ロマの歌手エスマ・レジェポヴァと共に、曲の不正使用に関して、この映画のプロデューサーに対する訴訟を起こしている。

## ディスコグラフィー
- 『ジプシーのブラスバンド（A Gypsy Brass Band） 』（1995年）
- 『L'Orient Est Rouge 』（1998年）
- 『ジプシー・マンボ（Gypsy Mambo） 』（1999年）
- 『Ulixes 』（2001年）、ハルモニア・アンサンブル（Harmonia Ensemble）との共作
- 『ひとりぼっちの結婚式（Alone At My Wedding） 』（2002年）
- 『夢中の花嫁（The Ravished Bride） 』（2008年）

## メンバー
- ボーカル

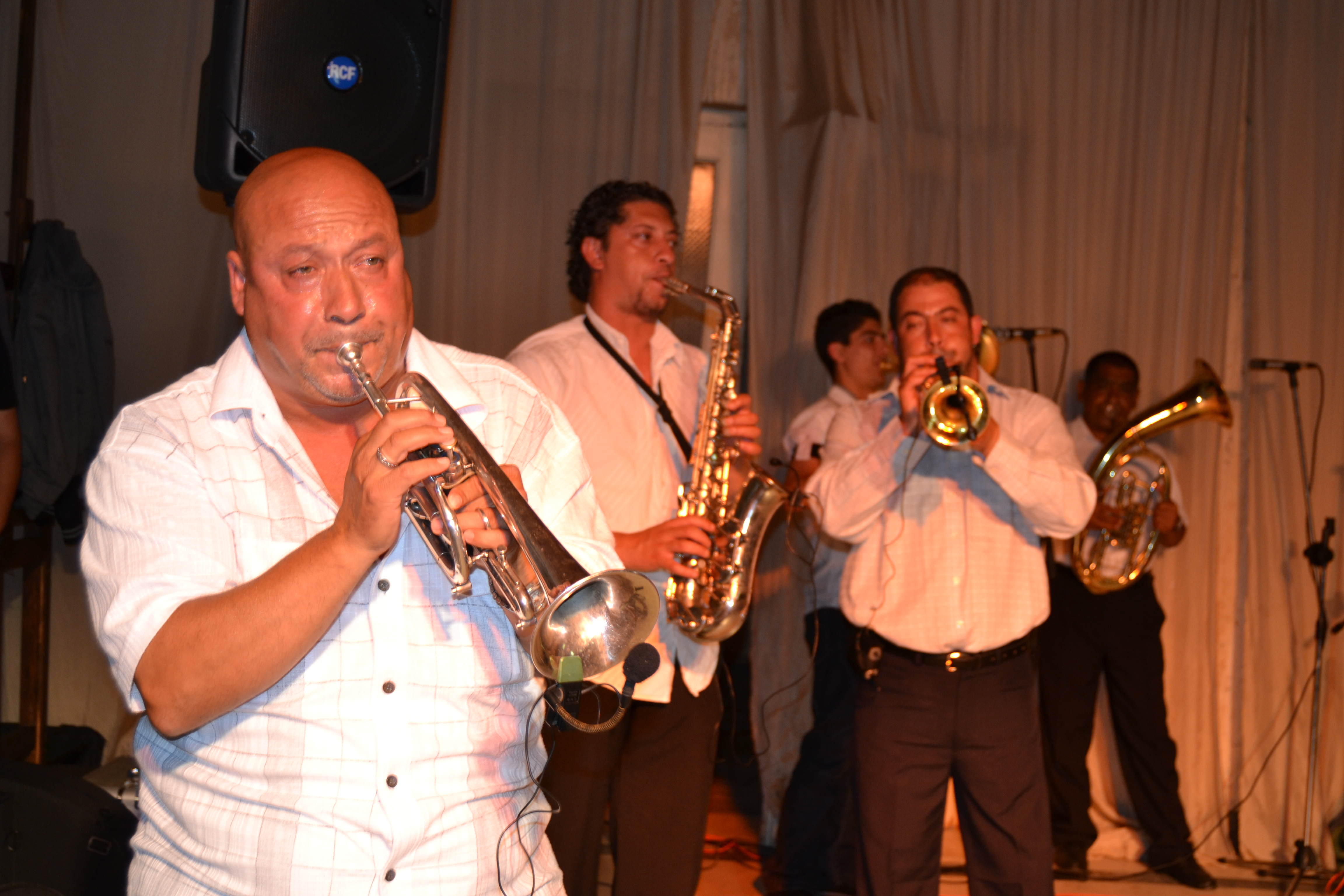
演奏するコチャニ・オルケスタル

  - Ajnur Azizov - マケドニア語、トルコ語、ロマ語
- パーカッション
  - Saban Jasarov
- テューバ
  - Redzai Durmisev
  - Nijazi Alimov
  - Sukri Zejnelov
  - Suad Asanov
- サクソフォン
  - Durak Demirov
- トランペット
  - Turan Gaberov
    - Sukri Kadriev
- クラリネット
  - Dzeladin Demirov[3]
- アコーディオン
  - Vinko Stefanov

## 参照
- バルカン半島の音楽
- エスマ・レジェポヴァ
- ロマ音楽
- ロマ民族
- マケドニア共和国の音楽